# Iúna (ort)
Iúna är en ort i Brasilien.   Den ligger i kommunen Iúna och delstaten Espírito Santo, i den sydöstra delen av landet, 800 km sydost om huvudstaden Brasília. Iúna ligger 670 meter över havet och antalet invånare är 14 290.
Terrängen runt Iúna är huvudsakligen kuperad, men den allra närmaste omgivningen är platt. Iúna är det största samhället i trakten.
Omgivningarna runt Iúna är en mosaik av jordbruksmark och naturlig växtlighet. Runt Iúna är det ganska glesbefolkat, med 29 invånare per kvadratkilometer.